# Гризиљевци
Гризиљевци (мкд. Гризилевци) су насеље у Северној Македонији, у источном делу државе. Гризиљевци су у саставу општине Пробиштип.

## Географија
Гризиљевци су смештени у источном делу Северне Македоније. Од најближег града, Пробиштипа, насеље је удаљено 6 km северно.
Насеље Гризиљевци се налази у историјској области Злетово, на јужним падинама Осоговских планина. Надморска висина насеља је приближно 810 метара. 
Месна клима је планинска због знатне надморске висине.

## Становништво
Гризиљевци су према последњем попису из 2002. године имали 22 становника.
Претежно становништво у насељу су етнички Македонци (100%).
Већинска вероисповест месног становништва је православље.